# Gustau Gili i Torra
Gustau Gili Torra (Barcelona, 1935- 26 de setembre de 2008) fou un editor català, director de l'Editorial Gustavo Gili.

## Biografia
Gili Torra començà a dirigir l'empresa abans de finalitzar els anys seixanta del segle xx. Va introduir un gir important a l'empresa quan decidí especialitzar el seu catàleg en tres àrees: arquitectura, disseny i comunicació. A partir dels anys setanta, les col·leccions publicades sobre aquestes temàtiques foren essencials en la seva temàtica.
En els seus inicis, Gili Torra comptà amb les intervencions d'especialistes del gravat com Joan Barbarà i Jaume Coscolla. Impulsà l'edició de gravats numerats i estampats manualment i l'edició de llibres de petit format publicats a Colección Nueva Órbita (1965-1973). En aquesta col·lecció hi col·laboraren Juan Eduardo Cirlot i José Ayllón,
per citar alguns exemples, i el contingut versava sobre l'obra de grans artistes com Modest Cuixart, Eduardo Chillida i Manolo Millares.
És particularment interessant la Pequeña Enciclopedia del Arte Minia (1956-1971), una col·lecció sobre crítica d'art, que difon el pensament d'autors de prestigi com per exemple Alberto Sartoris, Guy Weelen, Josep Gudiol, Joan Ainaud de Lasarte o Alexandre Cirici.
Arquitectura y crítica (1969-1981) i Ciencia urbanística (1970-1980) foren dues col·leccions fonamentals en arquitectura, la primera dirigida per Ignasi de Solà-Morales i la segona pel seu germà Manuel. Introduïren obres d'autors crítics i innovadors com Lissitzky, Adolf Loos o Hannes Meyer.
Va impulsar col·leccions sobre cultura visual i teoria de l'art com Comunicación visual (1973-1982), Punto y línia (1976-1985) GGDiseño (1979-), GG Arte (1979-1982), Hipótesis (1995-2008), FotoGGrafía (1980-1986, 2001-2009).
El reconegut dissenyador suís Yves Zimmermann es va incorporar a l'editorial l'any 1973 per assessorar en disseny gràfic. Actualment continua al capdavant de la direcció de la col·lecció GG Diseño.
La col·lecció FotoGGrafía comptà amb l'assessorament de Joan Fontcuberta. Els títols publicats en aquesta col·lecció recullen obres de grans autors com la Historia de la Fotografía de Beaumont Newhall o obres d'autors com Man Ray. Es reprengué la col·lecció a partir de 2001 i es publicaren obres d'autors com Geoffrey Batchen, Cartier-Bresson o Moholy-Nagy.